# مدل پارامتری
در آمار، مدل پارامتری (به انگلیسی: Parametric model) یا خانواده پارامتری یا مدل بعدِ محدود، ردهٔ خاصی از مدل‌های آماری است. به‌طور خاص، یک مدل پارامتری خانواده‌ای از توزیع‌های احتمال است که دارای تعداد محدودی از پارامترها است.